# 2535 Hämeenlinna
2535 Hämeenlinna là một tiểu hành tinh vành đai chính với chu kỳ quỹ đạo là 1223.9388569 ngày (3.35 năm).
Nó được phát hiện ngày 17 tháng 2 năm 1939.